# Fort Scott
Fort Scott är en stad i den amerikanska delstaten Kansas med en yta av 14,1 km² och en folkmängd som uppgår till 7 976 invånare (2000). Fort Scott är administrativ huvudort i Bourbon County.

## Kända personer från Fort Scott
- Clark Clifford, politiker
- Gordon Parks, filmregissör